# Hatfield (Herefordshire)
Hatfield – wieś w Anglii, w hrabstwie Herefordshire. Leży 21 km na północ od miasta Hereford i 188 km na północny zachód od Londynu.